# Politisk sionism
Politisk sionism är en rörelse som till skillnad från traditionell sionism är mer inriktad på politik i stället för förhoppningar. Grundaren av denna politiska sionism är Theodor Herzl.

## Historia
Det judiska folket blev genom historien utsatt för pogromer och förföljelser. Eftersom judarna ej integrerades i de samhällen där de slog sig ned, kom filosofen Moses Mendelssohn på 1700-talet fram till att judarnas traditioner förhindrade integration. Han menade att judarna borde göra avkall på dem för att kunna integreras. 
Antisemitismens diskriminering av judarna förhindrade dock att så skedde och Theodor Herzl formulerade den politiska sionismen som ett ideologiskt svar och förespråkade att judarna skulle bilda en egen stat.